# Le Docteur Ox
Ne pas confondre avec Le Docteur Ox, opéra bouffe de Jacques Offenbach.
Le Docteur Ox est un recueil d'œuvres de Jules Verne, publié en 1874. Son titre fait référence à la première nouvelle de ce recueil intitulée Une fantaisie du docteur Ox.
Une adaptation de cette première nouvelle a constitué le livret d’un opéra bouffe de Jacques Offenbach, Le Docteur Ox, créé le 26 janvier 1877.

## Le recueil
Le Docteur Ox reprend cinq nouvelles de jeunesse très hétérogènes. Les éditions Hetzel publient ce recueil en 1874 :
- Une fantaisie du docteur Ox ;
- Maître Zacharius ou l'Horloger qui avait perdu son âme ;
- Un hivernage dans les glaces ;
- Un drame dans les airs ;
- Quarantième ascension française au mont Blanc (dont l'auteur est en réalité Paul Verne, frère de Jules Verne).